# Castilia hilarina
Castilia hilarina är en fjärilsart som beskrevs av Johannes Karl Max Röber 1914. Castilia hilarina ingår i släktet Castilia och familjen praktfjärilar. Inga underarter finns listade i Catalogue of Life.